# Väring
Väring è un'area urbana della Svezia situata nel comune di Skövde, contea di Västra Götaland.
La popolazione rilevata nel censimento 2010 era di 571 abitanti .